# Montepescali
Montepescàli è una frazione del comune italiano di Grosseto, in Toscana.

## Geografia fisica
Il borgo è situato sulla cima di una collina all'estremità settentrionale del territorio comunale di Grosseto, in un'area collinare a cavallo tra la Valle dell'Ombrone, la Maremma e le Colline Metallifere grossetane. Il luogo, per lo scenografico panorama che vi si può ammirare su tutta la fascia costiera e l'Arcipelago Toscano, sino alla Corsica, è denominato anche "Terrazzo o Balcone della Maremma".

## Storia
Si ricorda Monte Pescale per aver ospitato nel 1080 il rogito della cessione da parte del Conte Ugo, facente parte del nobile casato degli Aldobrandeschi, del Castello di Sovereto al vescovo di Lucca Anselmo II, rappresentato da un giudice imperiale.
Il centro sorse in epoca altomedioevale come feudo della famiglia Aldobrandeschi e passò poi sotto il dominio di Siena, pur ottenendo statuto autonomo nella prima metà del XV secolo che lo elevò a libero comune. Entrato a far parte del Granducato di Toscana, nel 1627 fu concesso in feudo ai conti d'Elci e da questi passò poi ai Tolomei, ai Guadagni ed infine ai Federighi.
In seguito alla riforma amministrativa voluta dal granduca Pietro Leopoldo nel 1783, la comunità di Montepescali fu annessa a quella di Roccastrada. Nel 1905 divenne parte del comune di Grosseto.
Fino al 2006 il suo CAP era 58035.

## Monumenti e luoghi d'interesse

### Architetture religiose

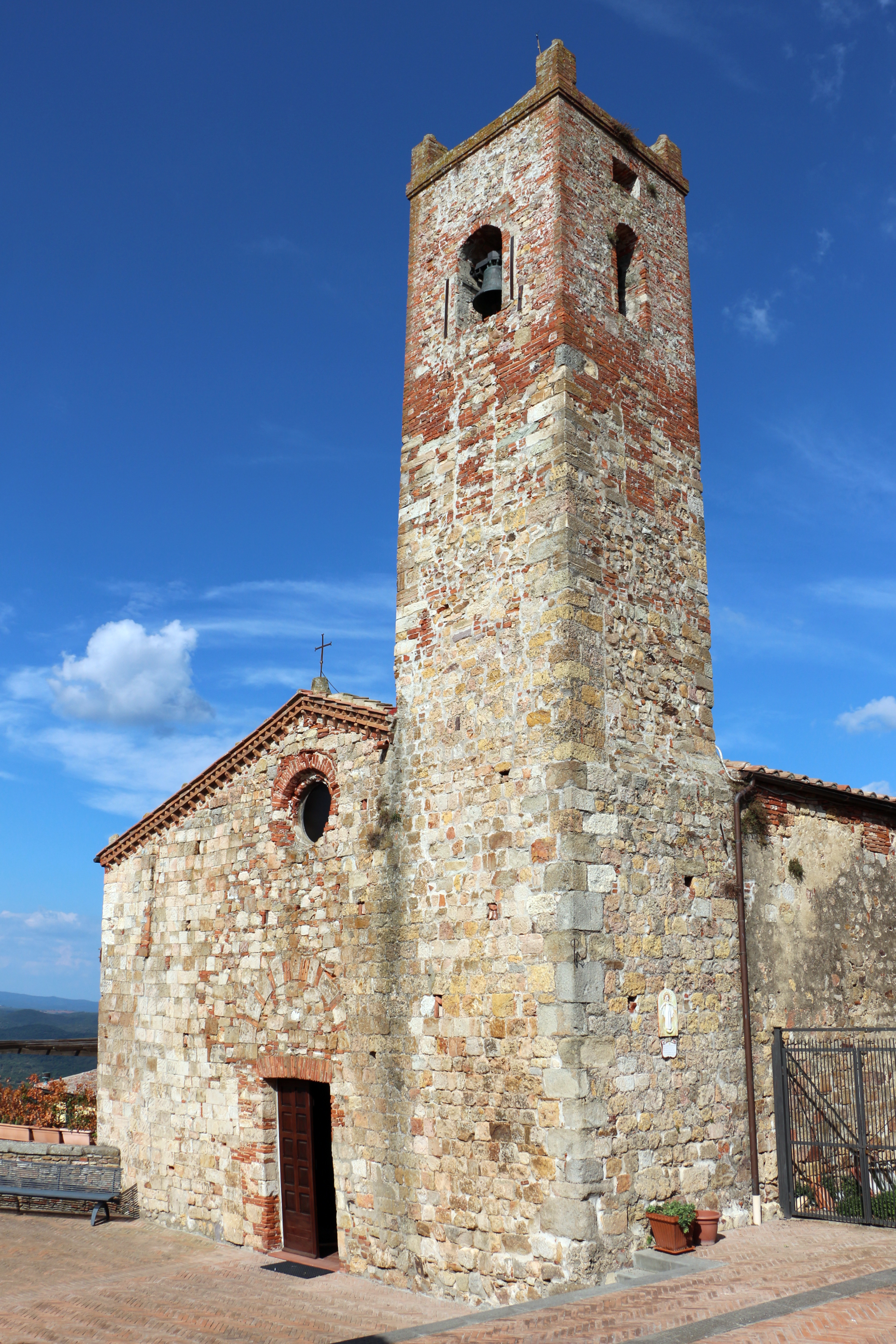
La chiesa di San Niccolò

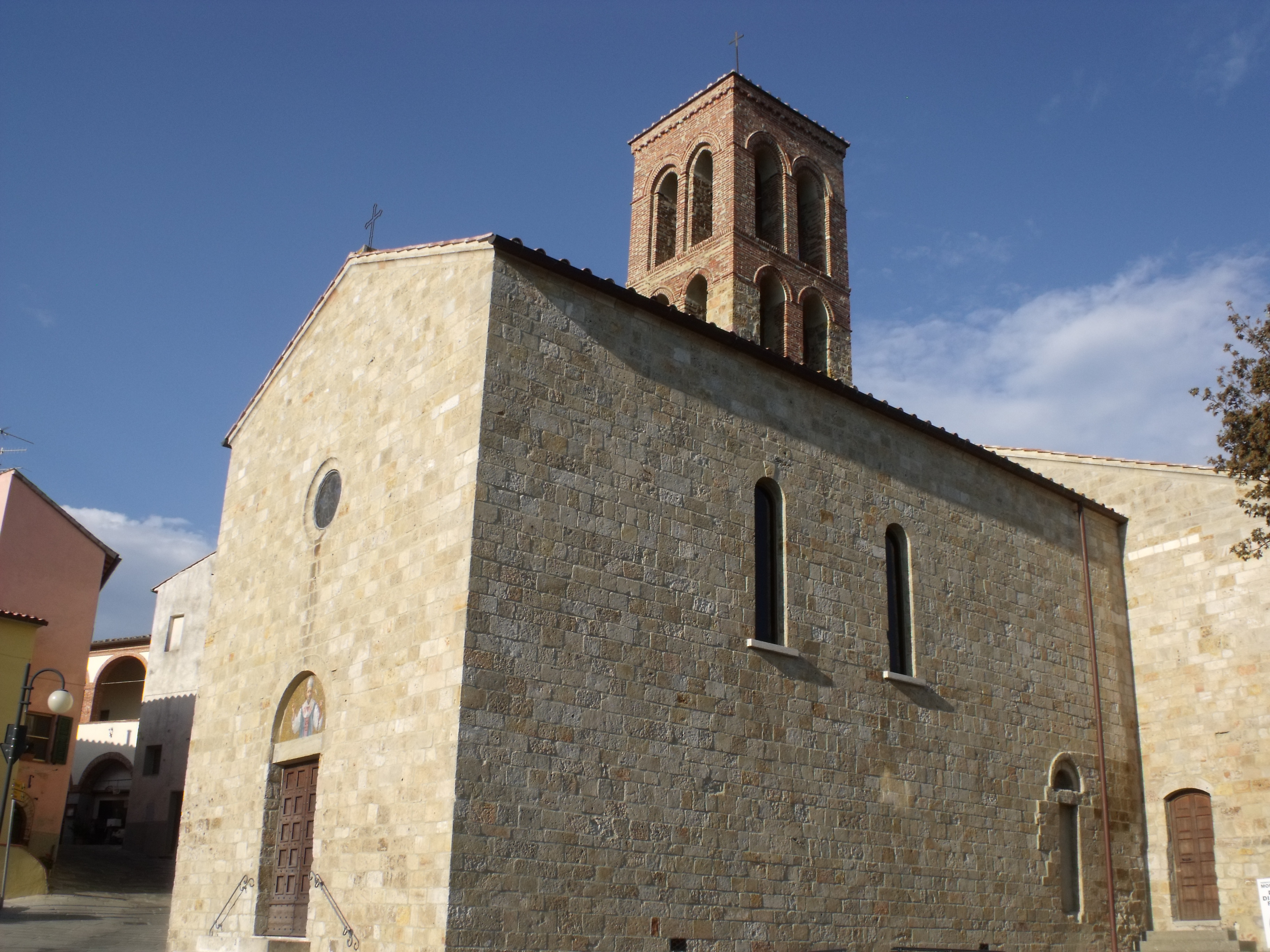
Chiesa dei Santi Stefano e Lorenzo

- Chiesa di San Niccolò, di impianto romanico (XI secolo), che conserva un importante ciclo di affreschi di scuola senese datati 1389. In tempi recenti vi è stata posta anche una grande tavola di Matteo di Giovanni (scuola senese, XV secolo) che raffigura la Madonna in trono con angeli e santi, che era in origine nell'altra chiesa, dedicata ai Santi Stefano e Lorenzo.
- Chiesa dei Santi Stefano e Lorenzo, risale al XII secolo e conserva anch'essa affreschi di scuola senese (XIV secolo). Si segnala il ricco altare in stucco (fine secolo XV) che ospitava in origine la pala di Matteo di Giovanni.
- Chiesa della Santissima Annunziata, costruita nel corso del Trecento fuori dalle mura di fronte alla Torre del Belvedere, nei secoli successivi è stata completamente trasformata in edificio abitativo, perdendo l'originario aspetto.
- Chiesa di San Leonardo, soppressa, di origini medievali.
- Camposanto, edificato nel corso del Settecento per volere del granduca Pietro Leopoldo di Lorena, si trova ai piedi del borgo, lungo la strada che costeggia le pendici del colle dove si articola la sponda nord-occidentale delle mura.
- Chiesa della Madonna delle Grazie, edificata fuori dal paese nel corso del Duecento, ampliata in epoca seicentesca, sconsacrata e privata degli arredi nel corso del Settecento; si presenta sotto forma di ruderi.
- Romitorio di Santa Maria Maddalena, situato anch'esso fuori dal paese, si presenta sotto forma di ruderi con elementi stilistici del periodo romanico; fu sede dei Guglielmiti prima del suo definitivo abbandono avvenuto nel corso del Settecento.

### Architetture civili

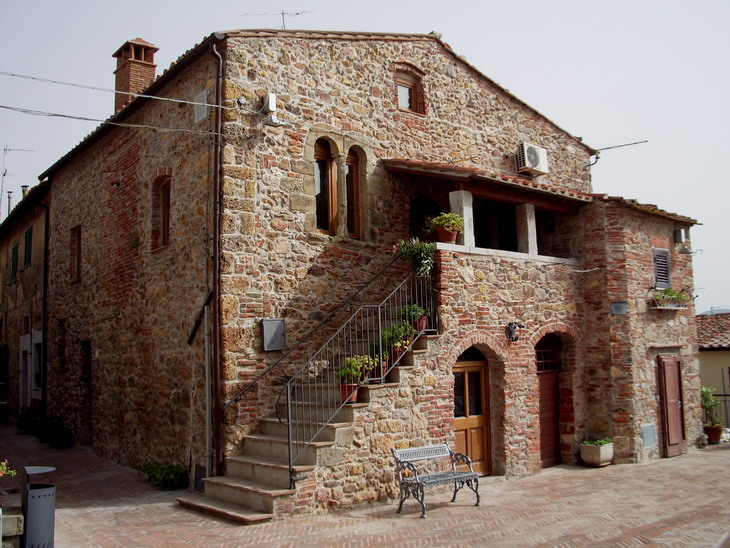
Il Palazzo dei Priori

- Cassero Senese, complesso architettonico di epoca medievale che include anche la Torre dell'Orologio, costituiva originariamente il Convento e la Chiesa di Santa Cecilia, successivamente soppresso e trasformato prima in rocca dagli Aldobrandeschi e poi in cassero dai Senesi, che in seguito lo ristrutturarono adibendolo a Palazzo di Giustizia.
- Palazzo dei Priori, di origini medievali, era la sede del Libero Comune di Montepescali; perduta l'autonomia, l'edificio fu venduto ai privati che hanno effettuato vari interventi di ristrutturazione in epoche successive che ne hanno modificato l'aspetto, pur mantenendo alcuni elementi stilistici del periodo di costruzione.
- Palazzo Grottanelli, già grancia dell'ospedale di Santa Maria della Scala di Siena[6]
- Palazzo Guadagni
- Palazzo Guicciardini Corsi Salviati
- Palazzo Tolomei
- Palazzo Lazzeretti Concialini

### Architetture militari

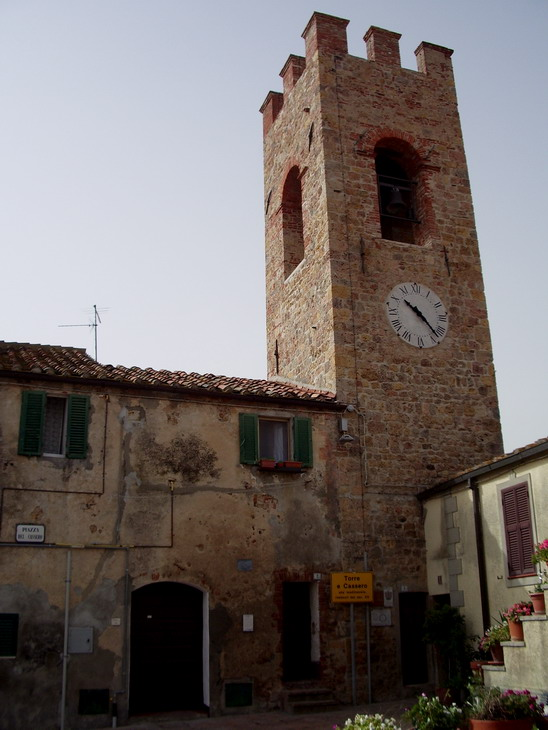
Torre del Cassero

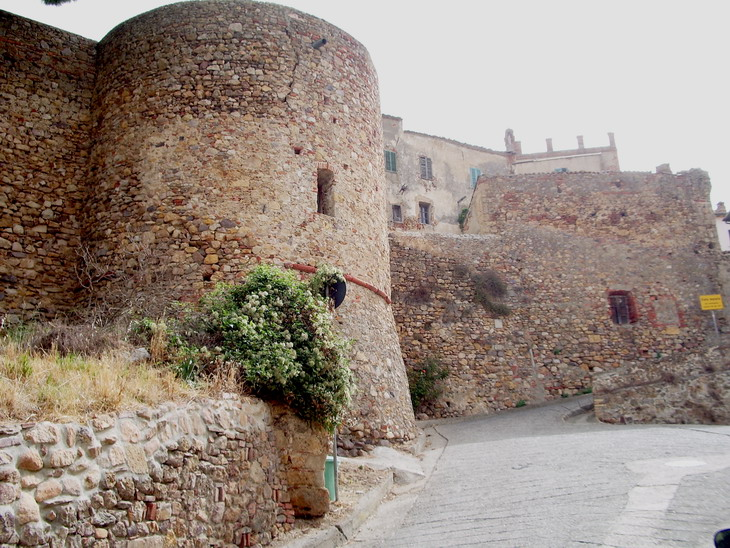
Le mura

- Mura di Montepescali, di epoca medievale con alcune modifiche successive, si articolano a forma ellittica racchiudendo interamente il borgo. Le funzioni difensive sono testimoniate dalla presenza di alcune torri, addossate ad intervalli regolari lungo il perimetro esterno, e di un baluardo aggiunto in epoca cinquecentesca all'estremità meridionale.
  - Torre del Belvedere, di origini medievali, si presenta a sezione semicircolare, addossata sul lato occidentale delle mura poco a nord di Porta Vecchia; nelle sue vicinanze sorgeva, all'esterno della cerchia, la Chiesa della Santissima Annunziata.
  - Torre del Guascone, una delle più antiche, si eleva addossata alla parte nord-orientale delle mura, non lontano da Porta Nuova. Presenta una sezione quadrangolare, ed è dedicata al comandante delle truppe che difesero Montepescali dall'assedio del 1555.
  - Porta Vecchia, di origine medievale e parzialmente crollata nell'Ottocento, si apre lungo il lato occidentale delle mura, poco a sud rispetto alla Torre del Belvedere. Resta chiaramente visibile il varco lungo la cortina muraria, pur essendo privo dell'originaria porta ad arco.
  - Porta Nuova, costruita tra il Cinquecento e il Seicento, si apre all'estremità settentrionale della cerchia muraria, non lontano dalla Torre del Guascone.
  - Baluardo a tre punte, caratteristica fortificazione aggiunta in epoca cinquecentesca all'estremità meridionale della cerchia muraria. Gli interventi di ristrutturazione del secolo scorso lo hanno trasformato in una suggestiva e scenografica terrazza panoramica.

## Società

### Evoluzione demografica
Quella che segue è l'evoluzione demografica di Montepescali. Sono indicati gli abitanti dell'intera frazione e dove è possibile è messa tra parentesi la cifra riferita al solo capoluogo di frazione.
Dal 1981 sono contati da Istat solamente gli abitanti del centro abitato, non della frazione.
| Anno | Abitanti | Abitanti       |
| Anno | Frazione | Centro abitato |
| ---- | -------- | -------------- |
| 1595 | 559      | -              |
| 1640 | 397      | -              |
| 1745 | 112      | -              |
| 1833 | 367      | -              |
| 1839 | 394      | -              |
| 1921 | 1 738    | -              |
| 1931 | 2 000    | -              |
| 1961 | 2 325    | 629            |
| 1981 | -        | 364            |
| 1991 | -        | 306            |
| 2001 | -        | 307            |
| 2011 | -        | 224            |

## Cultura

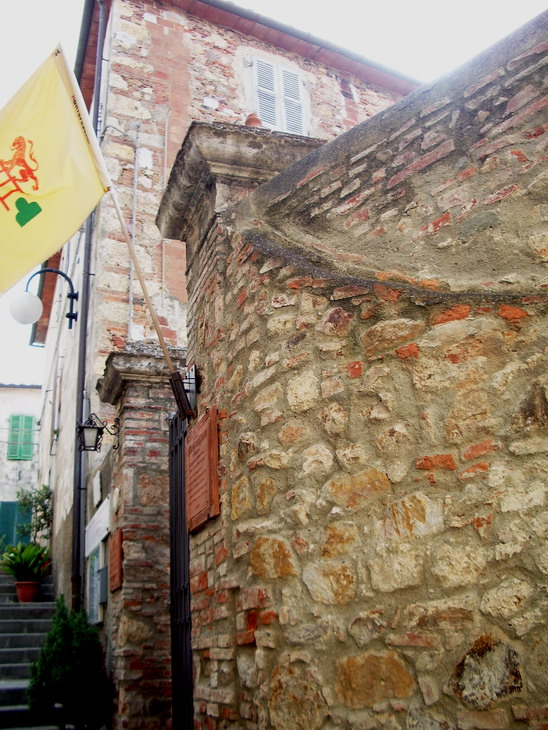
Il museo

### Musei
Nel paese è situato il Museo di storia locale Ildebrando Imberciadori, piccolo museo etnografico dedicato alla storia e alle usanze delle popolazioni collinari della Maremma grossetana.

### Eventi
Durante la prima metà di agosto si svolge la sagra del cinghiale e del tortello, che richiama ogni anno moltissimi visitatori.

## Infrastrutture e trasporti

### Strade
Montepescali è servita da uno svincolo in direzione nord della Variante Aurelia tra Livorno e Grosseto. Curiosamente, in direzione sud lo svincolo non è presente.

### Ferrovie
La stazione di Montepescali è situata lungo la ferrovia Tirrenica alle pendici del borgo e capotronco della ferrovia Siena-Grosseto: tuttavia, pur portando il nome di Montepescali, la stazione è in realtà situata a Braccagni, un tempo conosciuta come Montepescali Stazione prima del suo sviluppo agricolo e urbano nel secondo dopoguerra.